# The Beatles Ballads
Albums de The Beatles
Rarities
(1978 - 80) The Beatles Box
(1980)
The Beatles Ballads (sous titrée 20 Original Tracks), est une compilation, publiée le 14 octobre 1980 par l'étiquette Parlophone, réunissant vingt ballades enregistrées par le groupe rock britannique The Beatles.

## Parution
Commercialisée sans grande publicité, ce 33 tours, qui comprenait vingt chansons, dont dix qui se retrouvaient déjà sur la compilation  Love Songs publiée par Capitol Records trois ans plus tôt, n'a originellement pas atteint la 30e place du palmarès du New Musical Express mais est remontée à la 21e position pendant la semaine du 3 janvier 1981, à la suite de l'assassinat de John Lennon le mois précédent.
L'illustration de la pochette avait été créée en 1968 par l'écrivain et peintre John Patrick Byrne (en) pour la couverture du disque A Doll's House qui fut finalement baptisé The Beatles et mieux connu sous le nom « The White Album ». On y voit les membres du groupe entourés d'animaux, le tout peint dans un style naïf. John Lennon tient une longue-vue où on y aperçoit l'image de Yoko Ono sur le verre; bien qu'elle figure aussi sur la pochette du 45 tours The Ballad of John and Yoko, c'est la seule instance où la compagne de Lennon est représentée sur la pochette d'un 33 tours des Fab Four. Au dos, on retrouve des dessins réalistes d'animaux et une photo des Beatles accompagnés de Martha, le chien de race bobtail de McCartney, prise par Don McCullin lors de la séance photo surnommée « A Mad Day Out ». Ce cliché a été pris le 28 juillet 1968 dans les jardins de la maison de McCartney sur l'avenue Cavendish à St. John's Wood, à l'intérieur d'un bâtiment surplombé d'un dôme géodésique vitré en guise de murs et de plafond.
Publié en Australie (où il a passé sept semaines à la première position des palmarès), en Europe, au Canada, au Mexique et ailleurs, ce disque n'a jamais été disponible aux États-Unis. Une version néerlandaise, contenant les mêmes chansons, intitulée De Mooiste Songs (« Les plus belles chansons ») a été publiée avec la même image en couverture mais sans le contour bleu avec, à l'endos, les portraits de John Kelly tirés de l'album blanc et un texte du journaliste musical Skip Voogd (nl).

## Pistes
Toutes les chansons sont créditées Lennon/McCartney, sauf mention contraire. L'astérisque dénote une chanson déjà présente sur la compilation Love Songs.
| Face 1 1. Yesterday * - 2:05 2. Norwegian Wood (This Bird Has Flown) * - 2:02 3. Do You Want to Know a Secret - 1:56 4. For No One * - 2:00 5. Michelle * - 2:40 6. Nowhere Man - 2:43 7. You've Got to Hide Your Love Away * - 2:09 8. Across the Universe (version du World Wildlife Fund) - 3:45 9. All My Loving - 2:04 10. Hey Jude - 7:11 | Face 2 1. Something * (George Harrison) - 3:02 2. The Fool on the Hill - 3:00 3. Till There Was You (Meredith Willson) - 2:16 4. The Long and Winding Road * - 3:37 5. Here Comes the Sun (George Harrison) - 3:05 6. Blackbird - 2:19 7. And I Love Her * - 2:28 8. She's Leaving Home * - 3:34 9. Here, There and Everywhere * - 2:23 10. Let It Be - 3:50 (version du 45 tours) |